# Hipposideros demissus
Hipposideros demissus là một loài động vật có vú trong họ Dơi nếp mũi, bộ Dơi. Loài này được K. Andersen mô tả năm 1909.